# Liste der Monuments historiques in Germignac
Die Liste der Monuments historiques in Germignac führt die Monuments historiques in der französischen Gemeinde Germignac auf.

## Liste der Bauwerke
| Bezeichnung         | Beschreibung                                            | Standort                  | Kennzeichnung | Schutzstatus | Datum | Bild           |
| ------------------- | ------------------------------------------------------- | ------------------------- | ------------- | ------------ | ----- | -------------- |
| Château de Beaulieu | Schloss aus dem 17. Jahrhundert mit Taubenturm von 1595 | (Lage)                    | PA00105317    | Inscrit      | 1992  | weitere Bilder |
| Kirche St-Pierre    | 10. bis 13. Jahrhundert                                 | Place de la Mairie (Lage) | PA00104699    | Inscrit      | 1925  | weitere Bilder |

## Liste der Objekte

### Kirche St-Pierre
| Bezeichnung            | Beschreibung                                         | Standort | Kennzeichnung | Schutzstatus | Datum | Bild |
| ---------------------- | ---------------------------------------------------- | -------- | ------------- | ------------ | ----- | ---- |
| Zwei Erinnerungstafeln | Stein, um 1700                                       | (Lage)   | PM17002159    | Inscrit      | 2009  |      |
| Kelch                  | Silber, vergoldet, erste Hälfte des 19. Jahrhunderts | (Lage)   | PM17002158    | Inscrit      | 2009  |      |
| Kanzel                 | Holz, Ende des 19. Jahrhunderts                      | (Lage)   | PM17002157    | Inscrit      | 2009  |      |